# ハミルトン・ハウス

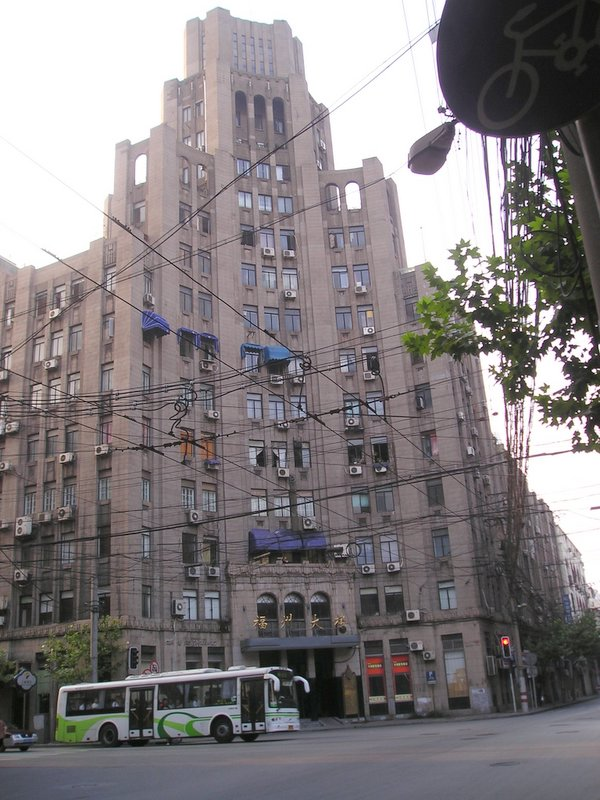
ハミルトン・ハウス

ハミルトン・ハウスは、上海市江西路と福州路の交差点にあるアール・デコ様式建築である。その北側が外観がほぼ同じのメトロポーロホテルが位置し、両者はいずれもニュー・サスーン傘下の華懋地産公司が出資して建設した建物である。
ハミルトン・ハウスは1931年に起工し、1933年に竣工した。オフィスビルとマンションとして利用され、フォード、ザ コカ・コーラ カンパニー、中華民族反英美協会などの企業団体が入居していた。1994年、ハミルトン・ハウスが上海市優秀歴史建築に選ばれた。